# NGC 46
NGC 46 es una estrella F8 en la constelación de Piscis, que fue identificada el 22 de octubre de 1852 por Edward Joshua Cooper, quien la clasificó incorrectamente como una nebulosa.